# Jan Bruins
Jan Bruins (* 27. Mai 1940 in Deventer, Niederlande; † 16. April 1997) war ein niederländischer Motorradrennfahrer.
Mit 16 Jahren übernahm er die Werkstatt seines verstorbenen Vaters auf dem Zwolseweg. Später gründete er ein Motorradgeschäft mit Werkstatt in der Gashavenstraat in Deventer.
Neben der beruflichen Tätigkeit war Jan Bruins seit 1961 Motorradrennfahrer. Zunächst erfolgreich bei zahlreichen nationalen Rennen in den Niederlanden trat er zwischen 1968 und 1975 8 Jahre lang in der 50-cm³-Klasse der Weltmeisterschaft an. Sein größter Erfolg war der Sieg beim Großen Preis von Jugoslawien in Opatija auf Kreidler 1972. Er bestritt die Saisons hauptsächlich mit Einsatzgeräten von Kreidler. In den folgenden Jahren fuhr er u. a. für Monark und Jamathi. Am Ende der Saison 1975 beendete er seine WM-Laufbahn.
Jan Bruins starb im April 1997 nach schwerer Krankheit im Alter von 56 Jahren.